# 瓦莱-迪阿斯尼什
瓦莱-迪阿斯尼什是葡萄牙布拉干萨区的一个堂区。总面积21.5平方公里，总人口413人，人口密度19.2人/平方公里。